# Testa di Arles

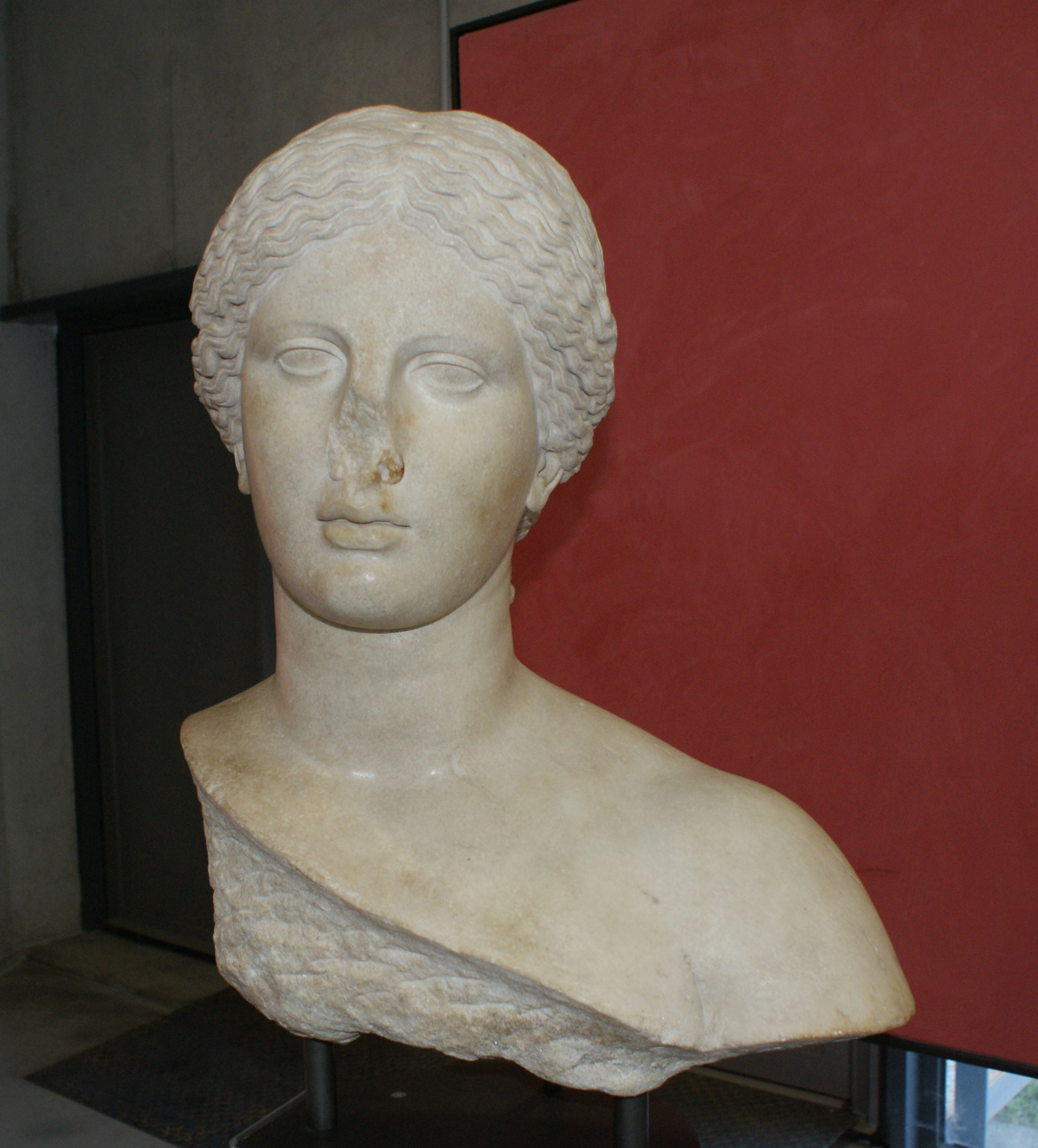
La testa di Arles probabilmente decorava il teatro romano in modo simile alla Venere di Arles (Musée de l'Arles et de la Provence antiquue)

La testa di Arles (francese: Tête d'Arles), precedentemente nota anche come la testa di Livia (Tête de Livie) o la testa con il naso rotto (Tête au nez cassé) è un frammento di una statua romana in marmo in due parti, di cui rimane solo il busto, che raffigura probabilmente Venere (Afrodite) e fu scoperto tra le rovine del Teatro romano di Arles nel 1823 durante il prelievo del materiale di accumulo dal teatro. La testa di Arles rappresenta un tipo iconografico chiamato Aspremont-Lynden/Arles. Ora fa parte della mostra permanente del Musée de l'Arles et de la Provence antique con il numero di inventario FAN.92.00.405.

## Frammento di una decorazione teatrale
La scultura era originariamente composta da due pezzi separati, uniti ad angolo sul petto in un modo che si vede anche altrove. Il busto che si conserva oggi, con un'altezza di 57 cm era probabilmente inserito in un corpo interamente vestito, con la postura polyplacophora che faceva scivolare il chitone dalla spalla sinistra. Come al solito, la statua era dipinta e in particolare i capelli erano probabilmente dorati.
Il busto fu scoperto nel 1823, contemporaneamente a un bassorilievo raffigurante Apollo e Marsia, in una trincea scavata in una strada nei pressi del sito del teatro romano di Arles. Data l'ubicazione del ritrovamento, la statua è stata considerata parte della decorazione del "postscaenium" che decorava il palcoscenico del teatro romano, probabilmente situato in una delle nicchie che fiancheggiavano la porta reale (valva regia), specchio della Venere di Arles, rinvenuto nei pressi di questo luogo circa due secoli prima e insieme incorniciano la monumentale statua di Augusto nelle sembianze di Apollo, a cui era dedicato il teatro. Come la Venere di Arles, la testa di Arles ha un foro nella parte anteriore della testa che probabilmente consentiva l'applicazione di una stella o diadema di metallo, un fatto che suggerisce che le due statue fossero originariamente progettate come una coppia.

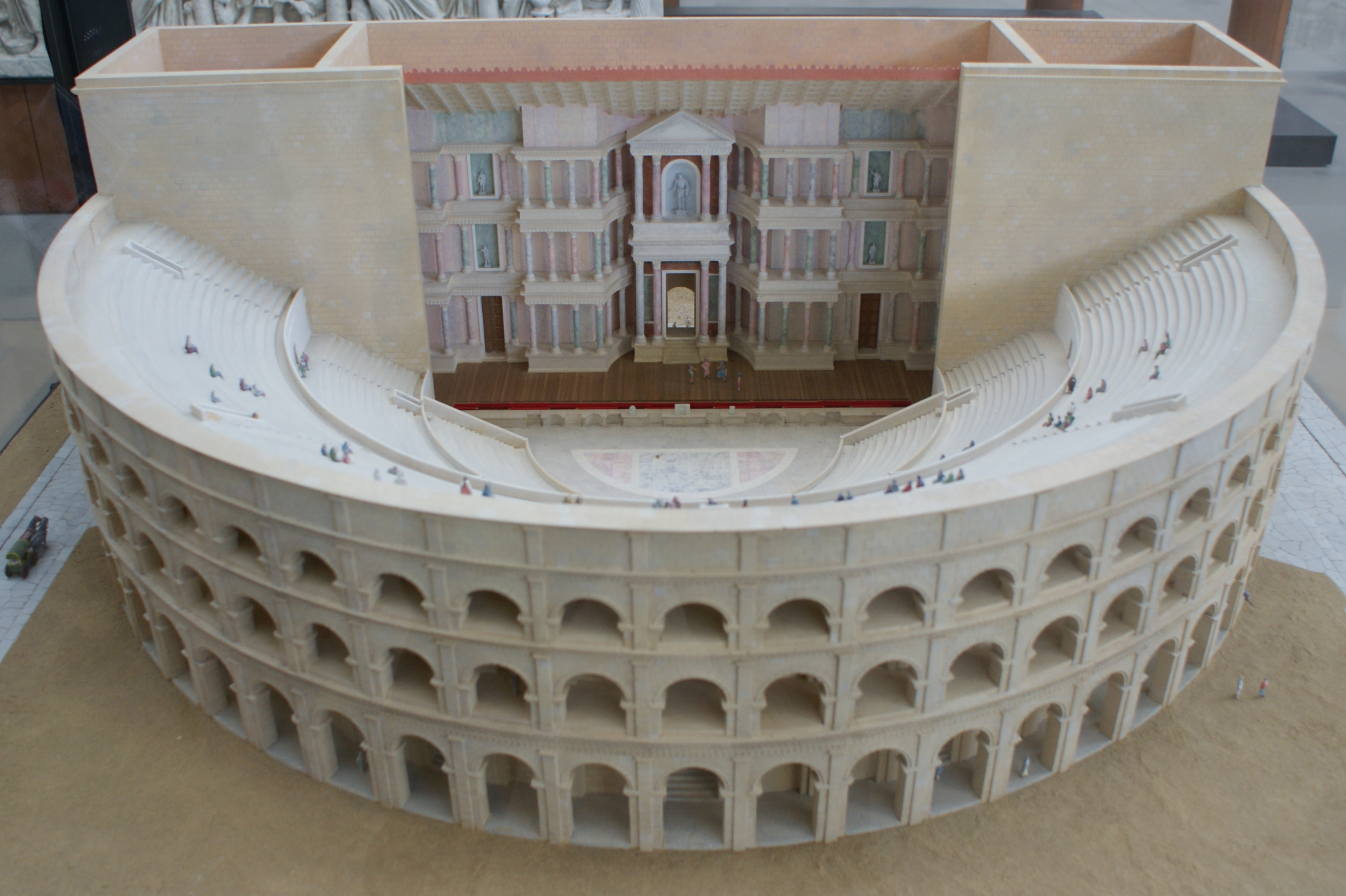
Modello del teatro romano di Arles che dà un'idea del postscaenium (Musée de l'Arles et de la Provence antique)

Le due statue, con quella di Augusto, fanno parte della collezione permanente del Musée de l'Arles fin dalla sua creazione nel 1995. Prima di allora, erano esposte nel Musée lapidaire d'Arles. La Testa di Arles, nota anche come Testa senza naso (Tête sans nez) fu presentata alla mostra di belle arti di Marsiglia nel 1861.

## Datazione e classificazione
A causa della qualità artistica "eccezionale" che è riconoscibile in questo busto, lo studio della testa ha tracciato collegamenti con le statue greche della fine del V secolo o dell'inizio del IV secolo a.C. Particolari caratteristiche che si notano includono le trecce fasciate del busto strettamente legate in una crocchia bassa, la pesantezza della parte inferiore del viso e l'ombreggiatura profonda della zona intorno agli occhi. Cécile Carrier sostiene che probabilmente si basa su un modello precedente a Prassitele, concordando con l'ipotesi avanzata in precedenza da Salomon Reinach. Altri autori, come Antonio Corso, associano il busto alla scultura di Frine di Tespie scolpita da Prassitele. In ogni caso, tutti gli studiosi concordano sul fatto che la stessa testa di Arles sia una copia romana, realizzata al più tardi nel periodo antonino e molto probabilmente in età augustea (I secolo).
La testa era anticamente identificata come raffigurazione dell'Imperatrice Livia, moglie di Augusto successivamente divinizzata (per questo fu chiamata "Testa di Livia") ma segue un tipo iconografico più strettamente associato con la Venere Genitrice, la dea vittoriosa invocata da Giulio Cesare.
L'uso del tipo di Venere Genitrice può essere interpretato come un gesto di pietà filiale da parte di Augusto verso il padre adottivo, ma c'è anche un simbolismo più locale, un omaggio alla fondazione della Colonia di Arles, da parte di Cesare, sottolineato da Augusto quando ribattezzò la città Colonia Julia Paterna. Come le altre due statue che decoravano il postscaenium del teatro antico (l'Augusto divinizzato nel ruolo di Apollo e la Venere di Arles che potrebbe rappresentare Venere Vittoria) la testa di Arles è conforme allo stile iconografico ufficiale stabilito dopo la fine della Repubblica romana e che si propagò soprattutto in età augustea.
Il tipo Aspremont-Lynden/Arles, di cui la testa di Arles è il miglior esempio, include un certo numero di repliche romane di statue greche di cui sono conservate solo le teste. Gli altri esempi sono:
- La testa Aspremont-Lynden  a Vienne,[16]
- La testa della Torre dei Venti ad Atene,[17]
- La testa di Chio a Boston,[18]
- La Testa femminile a Civitavecchia.[19]

Sono possibili altri collegamenti, come la testa Kaufmann (Louvre) e la testa Leconfield  (Petworth House). Se la testa di Arles deriva da un modello pre-Prassitele si possono fare anche collegamenti con la Testa col naso spezzato del tipo Afrodite di Cnido (anche al Louvre) e la Testa di Martres-Tolosane (Tolosa).